# Manuel Rodríguez (football)
Pour les articles homonymes, voir Manuel Rodríguez et Rodríguez.
Manuel Rodríguez Araneda, né le 18 janvier 1938 à Santiago au Chili et mort le 26 septembre 2018 dans la même ville, est un joueur de football international chilien qui évoluait au poste de défenseur, avant de devenir entraîneur.

## Biographie

### Carrière de joueur

#### Carrière en club
Avec l'Universidad de Chile, Manuel Rodríguez remporte un titre de champion du Chili.

#### Carrière en sélection
Avec l'équipe du Chili, Manuel Rodríguez joue 7 matchs (pour aucun but inscrit) entre 1961 et 1967.
Il figure dans le groupe des sélectionnés lors de la Coupe du monde de 1962. Lors du mondial organisé au Chili, il joue deux matchs : contre le Brésil puis contre la Yougoslavie.

### Carrière d'entraîneur
Avec l'équipe de Cobresal, Manuel Rodríguez gagne notamment une Coupe du Chili.

## Palmarès

### Palmarès de joueur
Universidad de Chile
- Championnat du Chili (1) :
  - Champion : 1964.

### Palmarès d'entraîneur
| Cobresal - Championnat du Chili D2 (1) : - Champion : 1983. - Coupe du Chili (1) : - Vainqueur : 1987. |  | Iquique - Championnat du Chili D2 (1) : - Champion : 1997 (Clôture). |